# هنر چیدمان

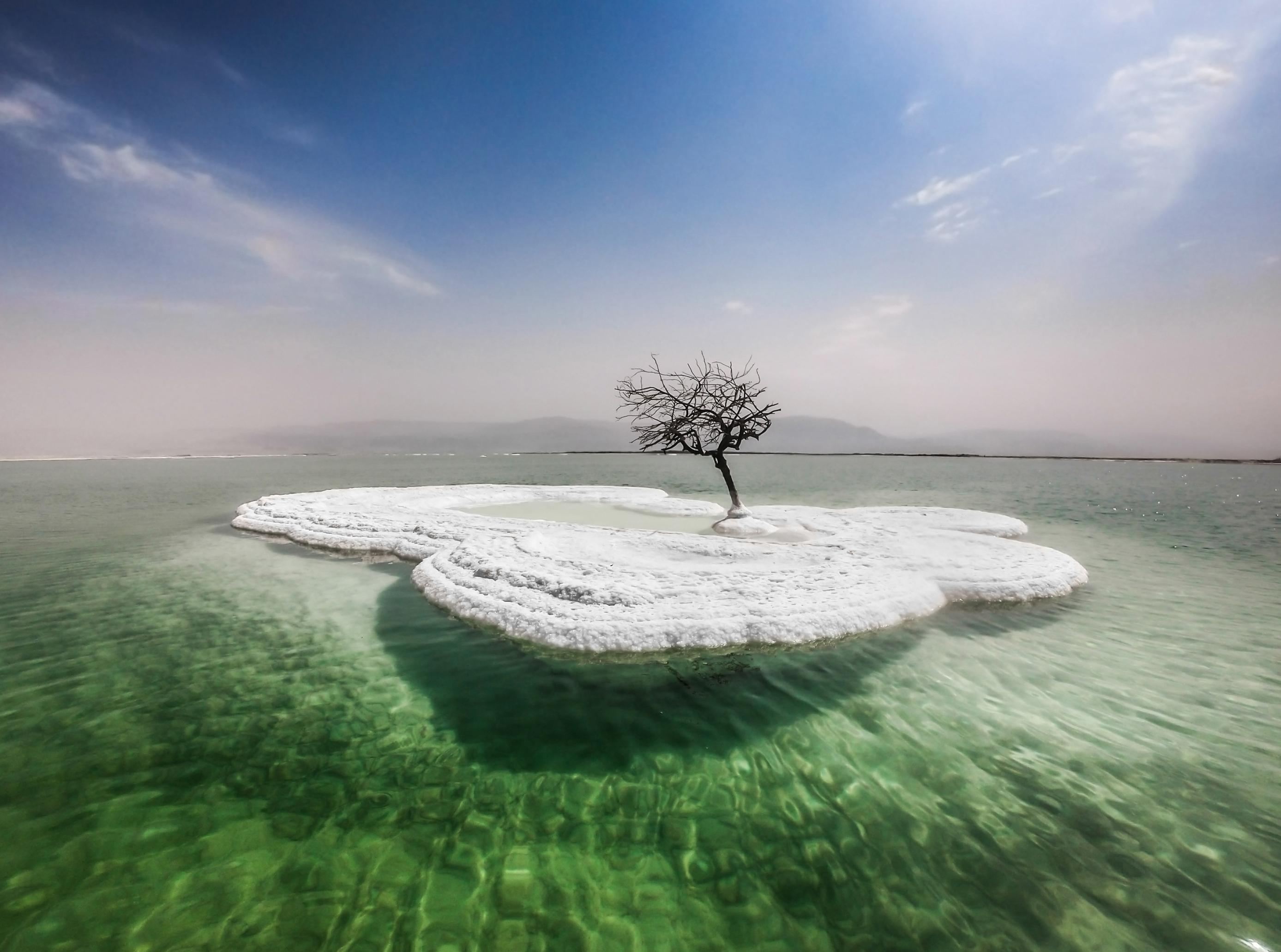
درخت مرده در دریای زندگی، نام یک چیدمان هنری در دریای مرده است. این اثر در سال ۲۰۱۷ میلادی، توسط امیرام دورا، هنرمند اسرائیلی نصب شد.

هنر چیدمان یا هنر اینستالیشن (به انگلیسی: Installation Art) هنر نصب یا راه اندازی آثار سه بعدی است که در آفرینش آن از عناصر و مواد مختلف در «فضا» یی مشخص و محدود استفاده می‌شود. این آثار اغلب سایت خاص و طراحی شده برای تبدیل و درک یک فضا هستند. اصطلاح هنر چیدمان به فضاهای داخلی مربوط می‌شود، در حالی که مداخلات بیرونی از این نوع، اغلب با نام هنر عمومی، هنر زمین یا هنر مداخله (مداخله هنری، تعامل با آثار هنری، مخاطب، مکان / فضا یا وضعیت قبلی) شناخته می‌شوند؛ با این حال، مرز بین این هنرها در مواردی با یکدیگر هم همپوشانی دارند. هنر نصب یا چیدمان می‌تواند به صورت موقت یا دایمی باشد. کارهای نصب شده در فضاهای نمایشگاهی مانند موزه‌ها و گالری‌ها، و همچنین فضاهای عمومی و خصوصی کاربرد دارد. ژانرهای چیدمان شامل طیف گسترده‌ای از مواد روزمره و طبیعی؛ همچنین رسانه‌های جدید از قبیل ویدئو، صدا، پرفورمانس (هنر اجرا)، کامپیوتر، واقعیت مجازی، اینترنت و… است که اغلب با کیفیتی متفاوت و «خاطره انگیز» انتخاب و به کار گرفته می‌شوند. از ویژگی‌های هنر چیدمان، فعال‌سازی یک محیط یا یک مفهوم با برخوردهای هنری است که اثر، مفهوم هویت می‌بخشد.
هنر چیدمان در دهه ۱۹۷۰ مطرح شد، اما ریشه‌های آن را می‌توان در آثار هنرمندان قبلی از جمله مارسل دوشان و استفادهٔ او از «اشیاء حاضرآماده»، کورت شویترس با «اشیای هنری مرز»، به جای مجسمه‌سازی‌های سنتی جستجو کرد.

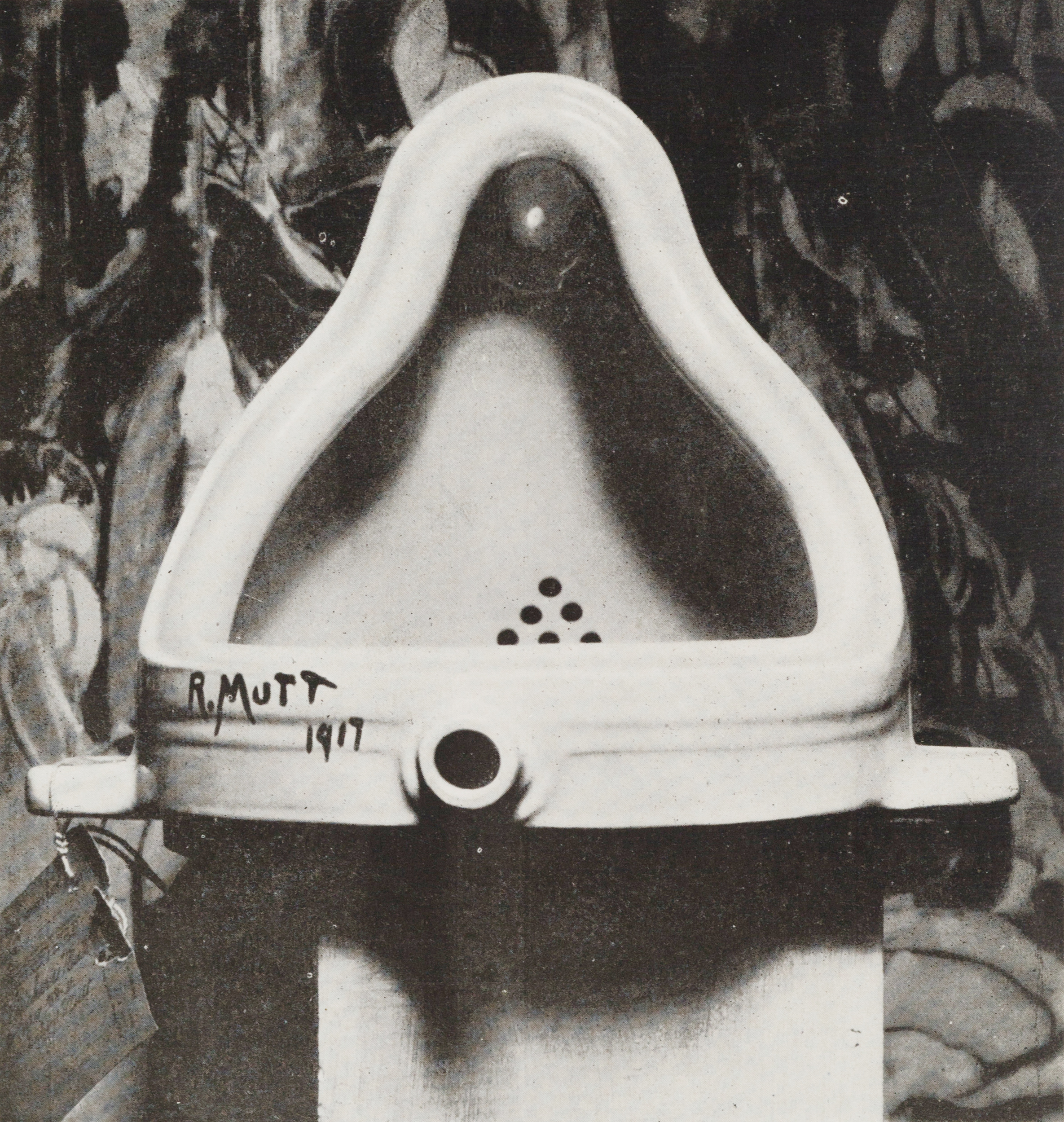
اثری از مارسل دوشان، Fountain, 1917. Photograph by Alfred Stieglitz

سبک‌های استفاده شده در هنر چیدمان بسیار متنوع هستند؛ از انتزاعی (آبستره) گرفته تا روایی، از سیاسی تا صرفاً نظری، اثری موقتی یا ماندگار.

## تاریخچه

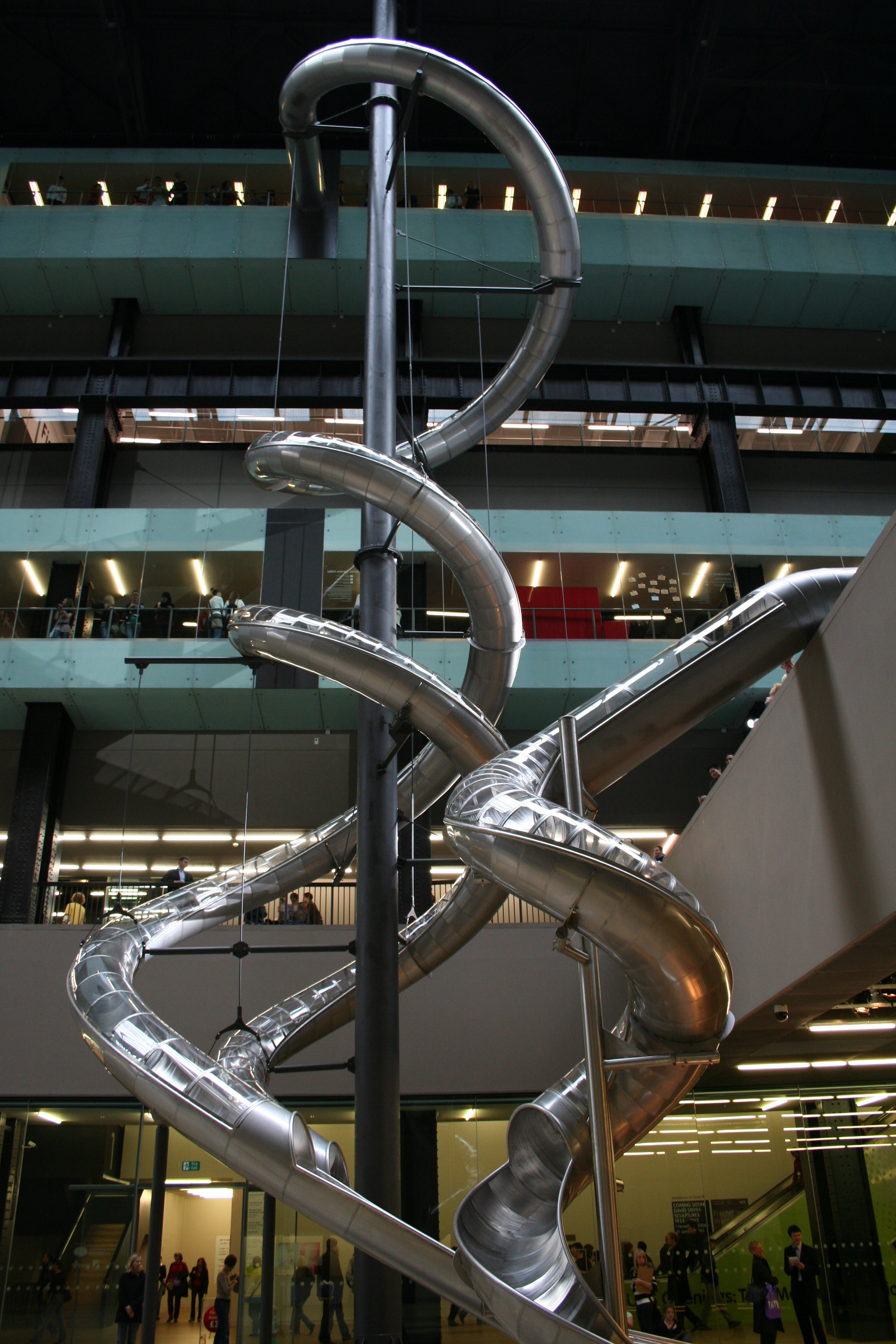
اثر کارستن هولر، Test Site, 2006, Tate Modern. Members of the public slid down as much as five stories inside tubular slides.

نام‌گذاری این سبک هنری در دهه ۱۹۷۰ بود ولی پیشروان آن متعلق به اوایل قرن بیستم بودند. در اواخر دهه ۱۹۱۰ جلوه‌هایی از هنر چیدمان در آثار هنرمندانی که می‌خواستند فراتر از قراردادهای مرسوم هنر نقاشی و مجسمه‌سازی بروند دیده می‌شد. این افراد معتقد بودند هنرهای زیبا باید با معماری درآمیخته شود.
در سال ۱۹۸۹ – نگارخانه واحد ۷ لندن به هنر چیدمان اختصاص یافت و زمینه‌ساز تأسیس موزه چیدمان گردید.
شهرت این هنر از سال ۱۹۷۰ آغاز گردید اما ریشه‌های آن را می‌توان در آثار هنرمندانی مانند مارسل دوشان و آبجکت‌های هنری کورت شویترس در گذشته یافت، هدف هنرمند یک پارامونت و برتری است که تا هنر مفهومی سال ۱۹۶۰ کشیده شد. در آغاز این حرکت دوباره، در هنرهای نمایشی و صحنه گروه ژاپنی گوتای ۱۹۵۴ (Gutai group، گو به معنای ابزار و تای به معنای بدن) به عنوان هنرمندان غیر غربی که تحت تأثیر پیش گامان اینستالیشن مانند آلن کاپرو (Allan Kaprow) بودند، و در غرب اینستالیشن‌هایی مانند اثر ۶ TV Dé-coll/age ولف ووستل ۱۹۶۳ در گالری اسمولین نیویورک دیده شد. در سال ۱۹۸۹ گالری واحد ۷ لندن به هنر چیدمان اختصاص یافت و زمینه‌ساز تأسیس موزه اینستالیشن گردید.
واژه اینستالیشن یا چیدمان در این اواخر در بیان فرم خاصی از هنر و به عنوان اصطلاحی جهت این سبک نام گرفت، پیشینه این اصطلاح برای اولین بار به فرهنگ لغت انگلیسی آکسفورد ۱۹۶۹ بازمی‌گردد، شکلی از هنر که مسلماً از ماقبل تاریخ وجود داشته‌است ولی در دسته‌بندی مجزایی قرار نداشته‌است. آلن کاپرو در سال ۱۹۵۸ اصطلاح محیط زیست (Environment) که بعدها به واژه‌های هنر گذرا و هنر پروژه (Project art & Temporary art) پیوست را جهت فضاهای داخلی دگرگون شده آثار خود به کار گرفت.

## هنرمندان

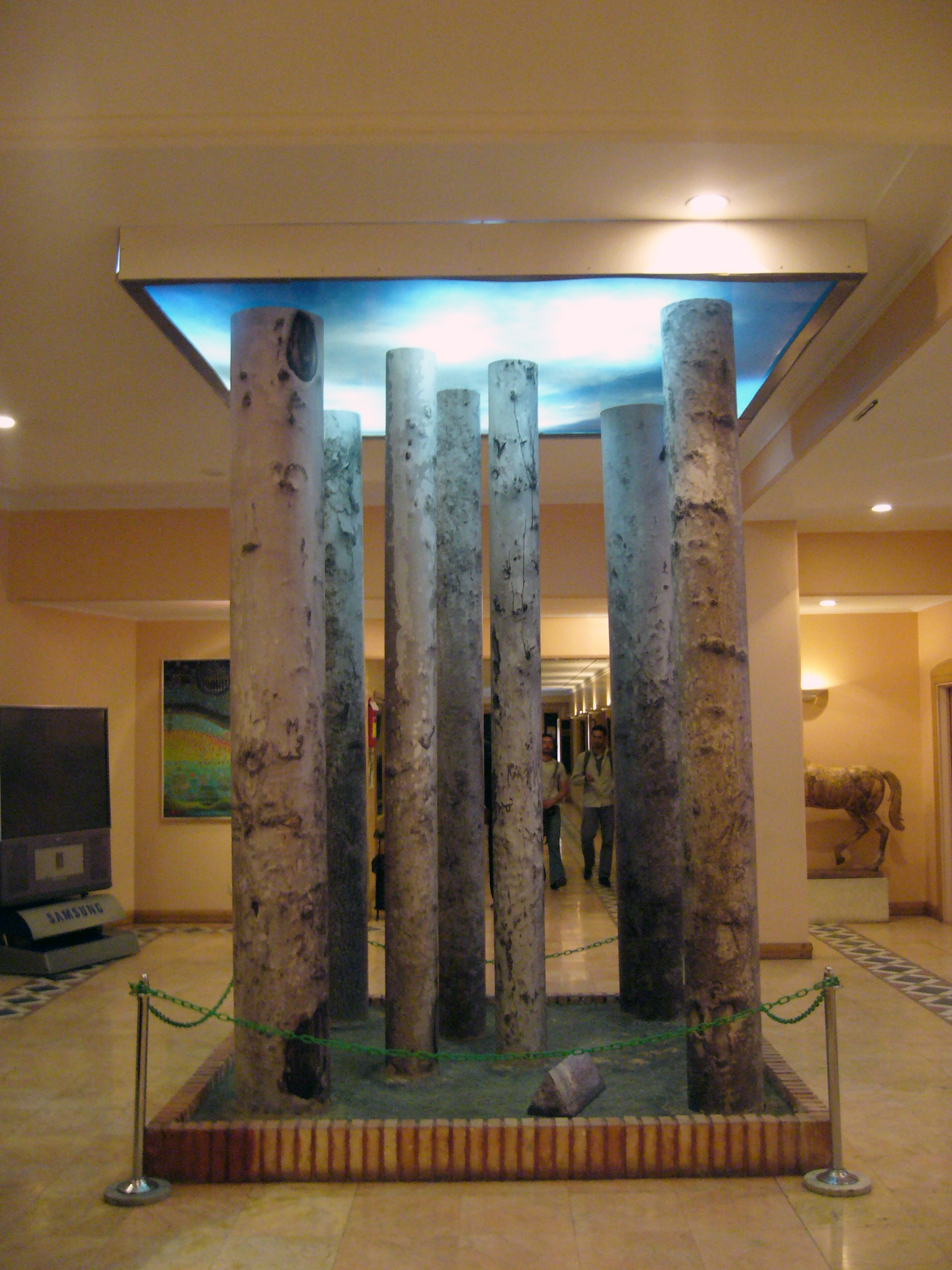
هفت‌چنار. چیدمان عباس کیارستمی منتخب چهارمین جشن تصویر ایران ،(نصب شده در خانه هنرمندان ایران).

فهرستی از هنرمندانی که اثر ارزشمندی به سبک چیدمان دارند:
- جوئن بروسا
- مارسل دوشان
- کورت شویترس
- ماوریتزیو کولینی
- کلاس اولدنبورگ
- ادوارد کینهولتز
- جورج سگال
- دن فلاوین
- رابرت اسمیتسون
- والتر د ماریا
- جودی شیکاگو
- ریچارد سرا
- جوزف کوسوت
- ان همیلتون
- دیوید همنز
- جودی فاف
- چن ژن

## نگارخانه

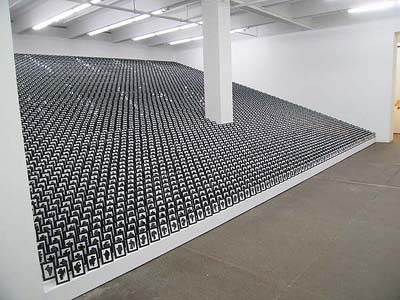
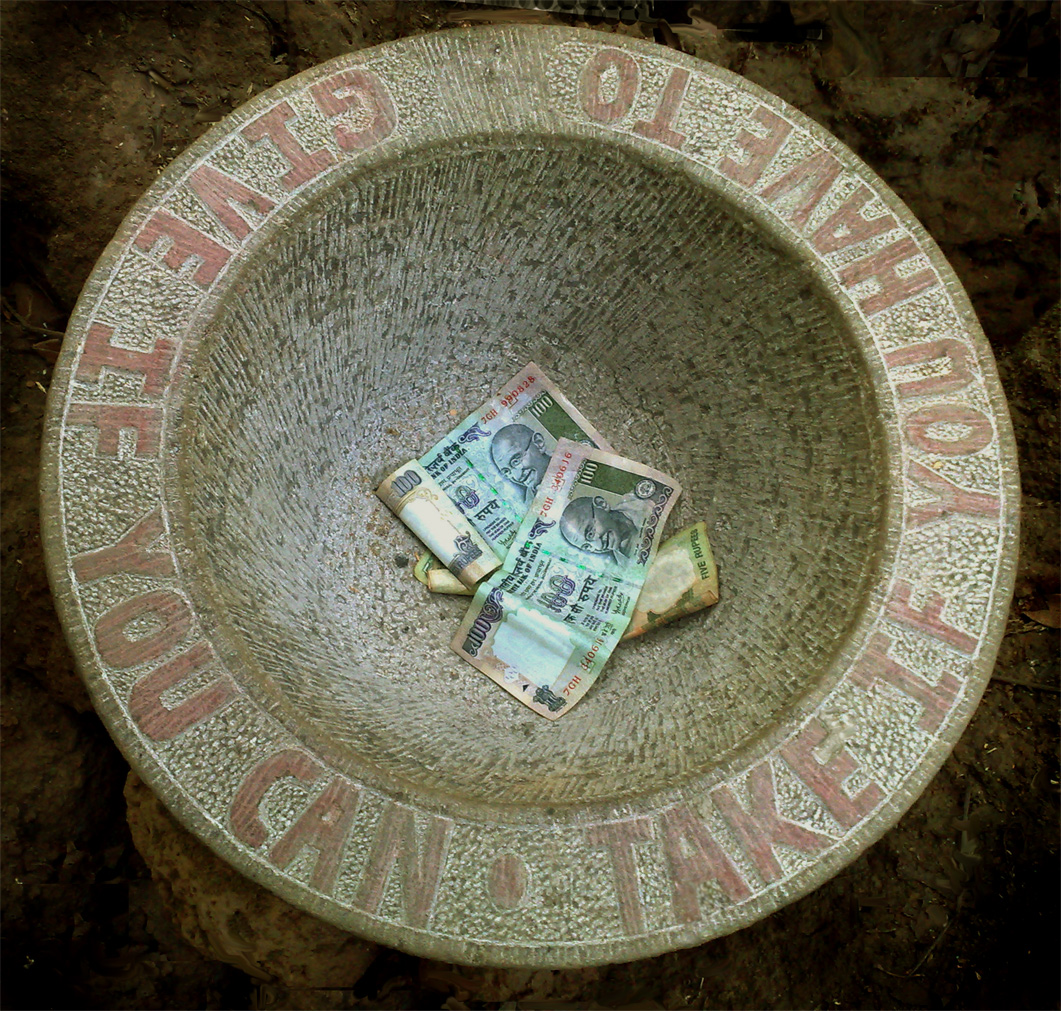
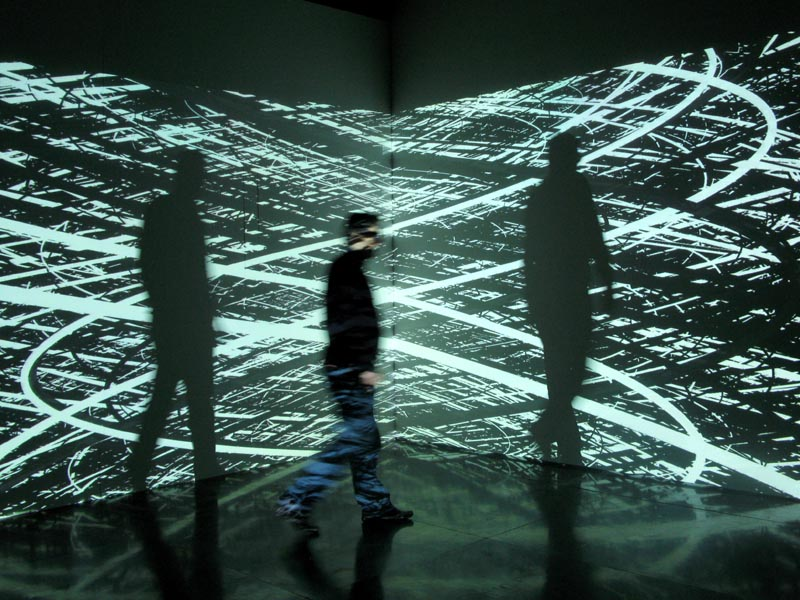
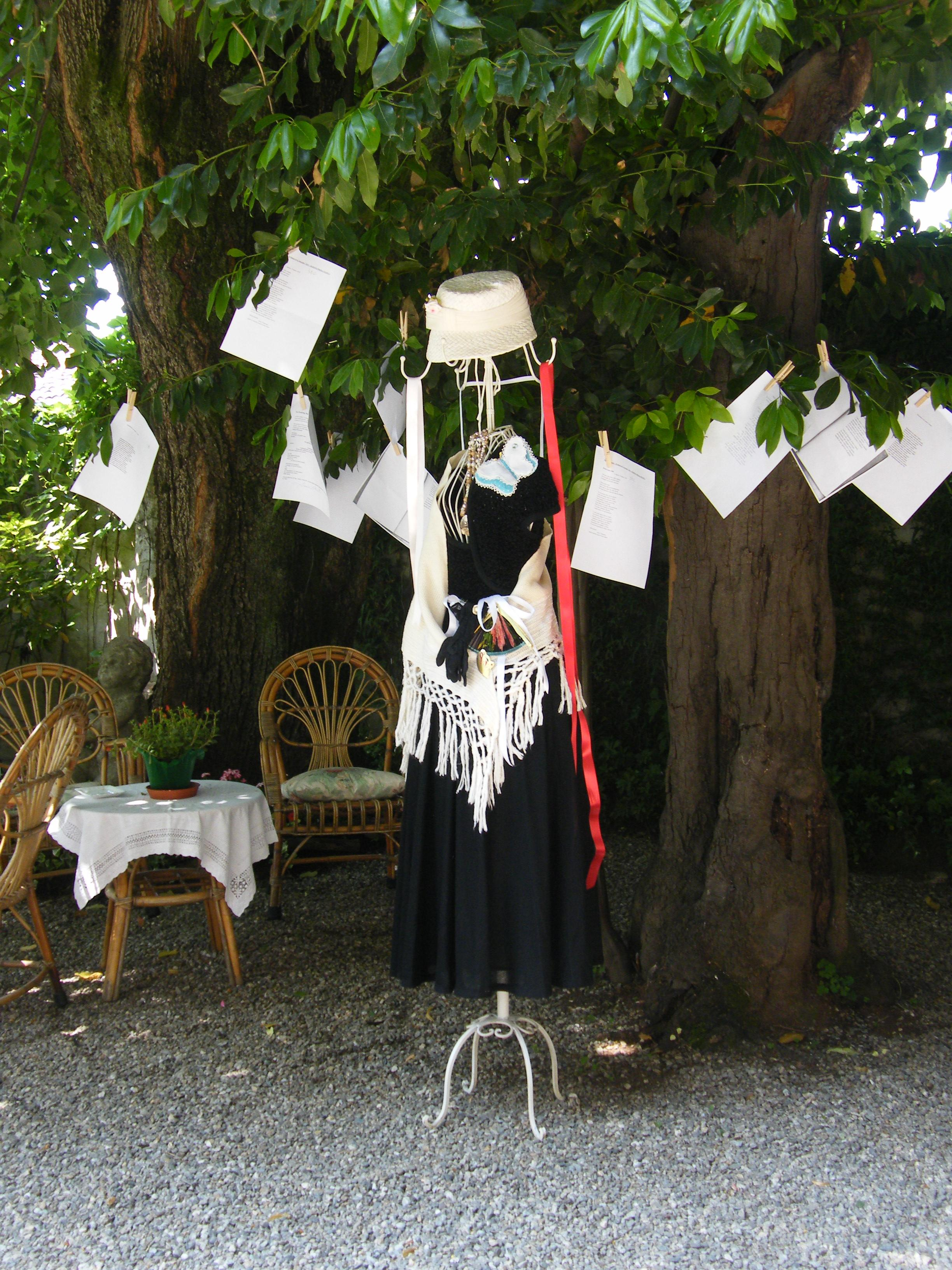